# Rachel Howard
Rachel Howard – amerykańska aktorka filmowa i telewizyjna, psycholog.

## Życiorys
Nie zajmowała się aktorstwem zbyt długo. Ceni się ją za drugoplanowy występ w trzeciej części Piątku, trzynastego (Friday the 13th), klasyki horroru (1982). Na ekranie zadebiutowała w roku 1975 w serialu Emergency!. Dwa lata później zaangażowano ją do Aniołków Charliego (Charlie's Angels), w których wystąpiła jako wojownik ninja w odcinku pt. Angel Baby. Po raz ostatni aktorka zagrała w projekcie filmowym w 1987 roku. Wcieliła się w postać Marylyn w filmie science-fiction Freda Olena Raya Otchłań kosmosu (Deep Space), wydanym w 1988. W 2008 baza internetowa Internet Movie Database (IMDb) doniosła, że Howard praktykuje medycynę w Kalifornii, gdzie prowadzi ciche życie, dalekie od hollywoodzkiego szumu. Obecnie była aktorka pracuje jako psycholog. Zyskała tytuł doktora, mieszka w Los Angeles.

## Filmografia
- 2013: Crystal Lake Memories: The Complete History of Friday the 13th (materiały archiwalne)
- 2009: His Name Was Jason: 30 Years of Friday the 13th (materiały archiwalne)
- 1988: Otchłań kosmosu (Deep Space) jako Marylyn
- 1982: Piątek, trzynastego III (Friday the 13th Part III) jako Chili (możl. Jillian „Chili” Howard)
- 1977: serial Aniołki Charliego (Charlie's Angels), odc. Angel Baby jako ninja na ulicy
- 1975: serial Emergency!, odc. Kidding jako praktykantka sztuk walki